# Willem II Vernachten
Willem Vernachten (ca. 1335 - Brugge, 21 september 1397) was proost van Sint-Donaas in Brugge, grafelijk kanselier en kanselier van Vlaanderen.

## Levensloop
Willem Vernachten was afkomstig uit het bisdom Doornik. Hij werd licentiaat in beide rechten.
Van 1357 tot 1361 was hij pensionaris van de stad Brugge. Pas nadien trad hij toe tot de geestelijke stand. 
In 1363 was hij priester en werd hij op verschillende plaatsen kapelaan of pastoor. Ook kreeg hij via Lodewijk van Male de belofte van een kanunniksprebende in Sint-Donaas. In september 1366 werd hij officiaal van het bisdom Terwaan. In 1368 verkreeg hij effectief het kanunnikschap met prebende en werd ook deken in Sint-Donaas, door beslissing van paus Urbanus V. Op 5 juli 1368 nam hij de zetel officieel in bezit en bleef een kwarteeuw het ambt uitoefenen.
Ondertussen werd hij in oktober 1366 grafelijk kanselier, ambt dat hij uitoefende tot einde 1372. Hij werd vervolgens raadsheer van Lodewijk van Male en van Filips de Stoute. In 1469 ontving hij een kanunniksprebende in Sint Pieters in Ariën, in Luik en in Rijsel.
Op 19 december 1393 werd hij door het kapittel verkozen tot proost van Sint Donaas en kanselier van Vlaanderen, in opvolging van Zeger van Beke. Filips de Stoute betuigde onmiddellijk zijn instemming. Naar die van de paus in Rome of van de tegenpaus in Avignon werd niet gevraagd.
Vernachten overleed in de proosdij in Brugge en werd in de Sint-Donaaskerk begraven. De grafzerk, waarop een priesterfiguur in kazuifel is afgebeeld, is verdwenen, maar kanunnik de Molo heeft er ons een tekening van nagelaten.